# Озило
Озило (итал. Osilo) — коммуна в Италии, располагается в регионе Сардиния, подчиняется административному центру Сассари.
Население составляет 3498 человек, плотность населения составляет 35,63 чел./км². Занимает площадь 98,19 км². Почтовый индекс — 7033. Телефонный код — 079.